# Kwartelstaalvink
De kwartelstaalvink (Vidua nigeriae) is een vogel uit de familie van de Viduidae.

## Verspreiding en leefgebied
Deze soort komt voor in centraal Afrika, met name in Gambia, Mali, Nigeria, Kameroen en Soedan.